# Air Labrador
Pour les articles homonymes, voir Labrador (homonymie).
L'Esprit du vol
Air Labrador (code AITA : WJ ; code OACI : LAL) était une compagnie aérienne canadienne basée à Happy Valley-Goose Bay  (Terre-Neuve-et-Labrador). Elle réalisait des vols de passagers et de fret entre le Labrador et le Québec.

## Histoire
La compagnie a commencé ses activités en 1948 sous le nom de Newfoundland Airways. 
Elle cesse ses activités à la suite de son rachat par PAL Airlines en juin 2017.

## Flotte

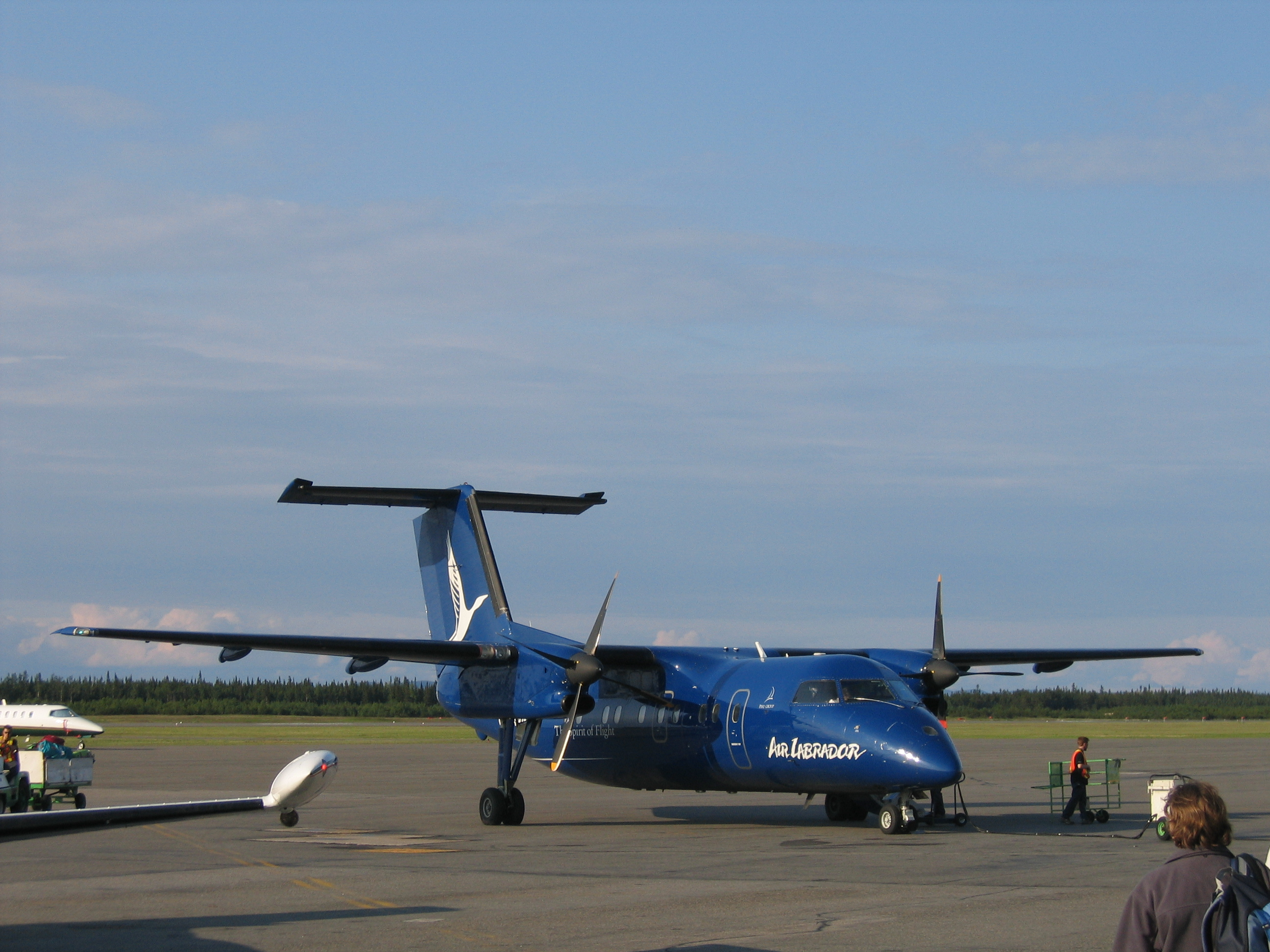
Un Dash 8 de De Havilland Canada aux couleurs d'Air Labrador.

La flotte d'Air Labrador compte les appareils suivants au mois de novembre 2016 :
- 8 De Havilland Canada DHC-6 300 Twin Otter ;
- 4 Beech 1900D Airliner vendu à Air Liaison;
- 1 Beechcraft King Air A100.